# Cocktail (film)
 For alternative betydninger, se Cocktail (flertydig). (Se også artikler, som begynder med Cocktail)
Cocktail er en amerikansk romantisk dramafilm fra 1988, instrueret af Roger Donaldson.
Filmen har Tom Cruise i hovedrollen som Brian Flanagan.

## Medvirkende
- Tom Cruise som Brian Flanagan
- Bryan Brown som Doug Coughlin
- Elisabeth Shue som Jordan Mooney
- Lisa Banes som Bonnie
- Laurence Luckinbill som Richard Mooney
- Kelly Lynch som Kerry Coughlin
- Gina Gershon som Coral
- Ron Dean som Uncle Pat
- Ellen Foley som Eleanor
- Gerry Bamman som Tourist
- Larry Block som Bar Owner
- Paul Benedict som Finance Teacher
- Kenneth John McGregor som Sculptor